# Sinularia leptoclados
Sinularia leptoclados is een zachte koraalsoort uit de familie Alcyoniidae. De koraalsoort komt uit het geslacht Sinularia. Sinularia leptoclados werd in 1834 voor het eerst wetenschappelijk beschreven door Ehrenberg. 